# Sudbury Town (metrostation)
Sudbury Town is een station van de metro van Londen aan de Piccadilly Line dat is geopend in 1903. Het oorspronkelijke gebouw is in 1932 vervangen door een gebouw ontworpen door Charles Holden in de stijl die "bakstenen doos met betonnen deksel" genoemd wordt.

## Geschiedenis
Op 23 juni 1903 kreeg de District Railway (DR), de latere District Line, een noordtak vanuit Ealing Common naar Park Royal & Twyford Abbey, waar kort daarvoor het terrein voor tuinbouwtentoonstellingen was geopend door de Royal Agricultural Society. Op 28 juni 1903 volgde de verlenging van deze tak tot South Harrow met onderweg een station bij Sudbury Town. De noordtak was het eerste deel van de DR dat geëlektrificeerd was. De toen bestaande diep gelegen lijnen, City and South London Railway, Waterloo and City Railway en Central London Railway, waren van meet af aan geëlektrificeerd. In 1910 werd de noordtak bij Rayners Lane aangesloten op de Metropolitan Railway en werd Uxbridge het nieuwe eindpunt van de DR. 
In 1925, twee jaar na de grote reorganisatie van de Britse spoorwegen, gaf de LNER haar verzet tegen de verlenging van de Great Northern Piccadilly & Brompton Railway (GNP&BR), de latere Piccadilly Line, aan de oostkant van de stad op, waarmee de weg vrij kwam voor verlengingen van de lijn aan beide uiteinden. De westelijke verlenging bestond uit eigen sporen tussen Hammersmith en Acton Town en de overname van de noordtak van de District Line. 
Op 4 juli 1932 begonnen de diensten van de Piccadilly-lijn ten westen van het oorspronkelijke eindpunt in Hammersmith. Van Ealing Common naar South Harrow werd de District Line vervangen door de Piccadilly Line en sindsdien rijden de District Line metro's naar het westen alleen nog naar Ealing Broadway.

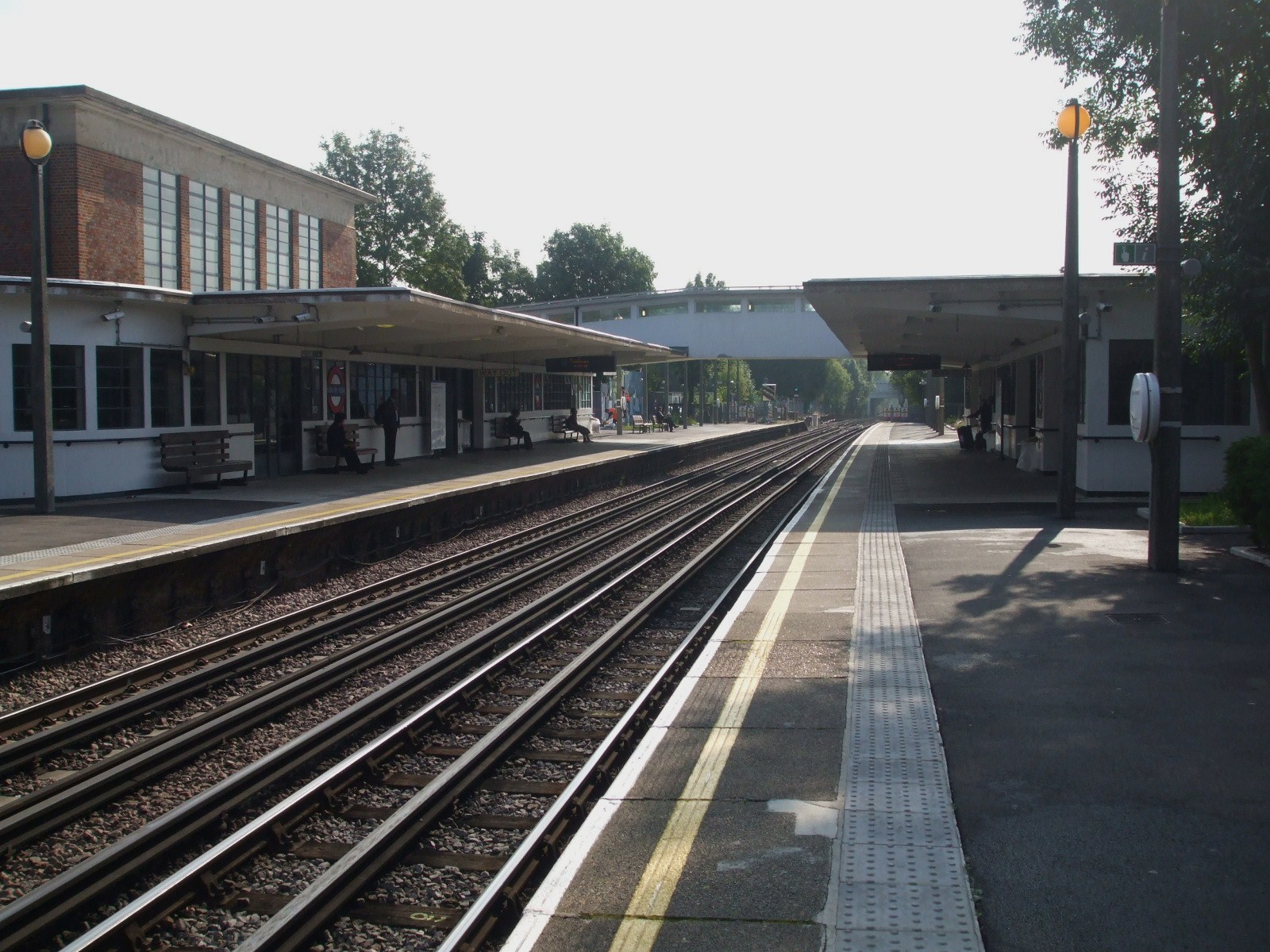
Het station gezien uit het westen.
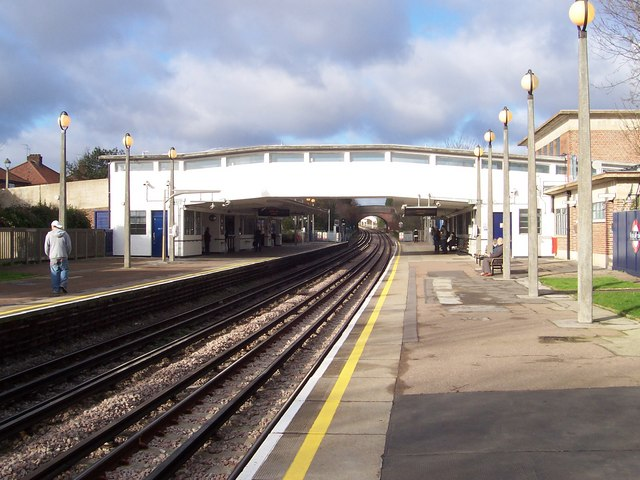
De loopbrug gezien uit het oosten.
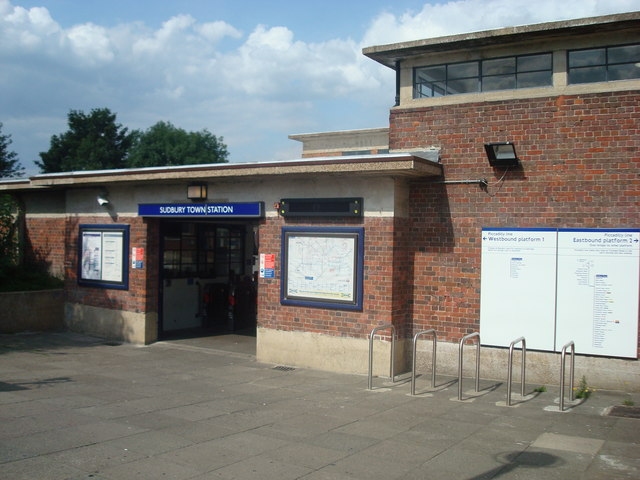
De ingang aan de zuidkant, met rechts het trappenhuis naar de loopbrug.

## Ligging en inrichting
Het station ligt op de grens tussen de Londense wijken Brent en Ealing, met de hoofdingang op Station Approach in Sudbury. Het voorplein van het station staat bekend als Station Crescent. Sudbury in Sudbury, dat het westelijke deel van Wembley vormt. Ongeveer 350 meter noordelijker ligt spoorwegstation Sudbury & Harrow en station Wembley Central aan de Bakerloo Line en de Watford DC Line ligt op ongeveer 1 km ten oosten van het station. Aanvankelijk had het station een stationsgebouw met een punt dak, maar de overgang naar de Piccadilly Line was aanleiding om het station te vernieuwen. 
Het oorspronkelijke stationsgebouw werd in 1930 gesloopt om plaats te maken voor een nieuw station dat werd ontworpen door Charles Holden in een moderne Europese stijl uit baksteen, gewapend beton en glas. Net als de stations bij Sudbury Hill in het noorden en Alperton in het zuiden, alsmede anderen die Holden ontwierp voor de verlengingen van de Piccadilly Line,  bijvoorbeeld Acton Town en Oakwood, heeft Sudbury Town een hoge blokvormige stationshal die uitsteekt boven een lage horizontale structuur met stationsvoorzieningen en winkels. De bakstenen muren van de stationshal hebben grote raampartijen en het geheel is afgedekt met een plat betonnen plaatdak. 
Het hoofdgebouw staat aan de noordkant van het spoor waar reizigers vanuit de stationshal achter de OV-poortjes meteen op het perron richting de stad uitkomen. Langs het perron voor de andere richting staat een kleiner gebouw met wachtkamer en OV-poortjes. Beide gebouwen zijn met vaste trappen verbonden met een loopbrug vlak ten oosten van de gebouwen. Daarnaast is de loopbrug bereikbaar met hellingbanen aan beide uiteinden en omdat deze hellingen en trappen buiten de OV-poortjes liggen kunnen buurtbewoners de brug ook gebruiken om de metro over te steken.   
Sommige van de oorspronkelijke stationsborden gebruiken het Johnston Delf Smith-lettertype, in plaats van het standaard Johnston-lettertype van London Underground.
Sudbury Town station is op 19 februari 1971 op de monumentenlijst geplaatst. 

## Reizigersdienst
De normale dienst tijdens de daluren omvat:
- 6 ritten per uur naar Cockfosters
- 3 ritten per uur naar Uxbridge via Rayners Lane
- 3 ritten per uur naar Rayners Lane

Tijdens de spits geldt:
- 12 ritten per uur naar Cockfosters
- 8 ritten per uur naar Uxbridge via Rayners Lane
- 4 ritten per uur naar Rayners Lane

## Fotoarchief
- London Transport Museum Photographic Archive
  - Sudbury Town station, 1926
  - Nieuw stationsgebouw na opening, 1931
  - Stationshal, 1931
  - Perrons en hoofdgebouw, 1932
  - Stationsbord met de 'petit-serif' variant van het lettertype Johnston, 2001
- CharlesHolden.com
  - Sudbury Town station
  - Beeld van het perron